# Эффект Вентури

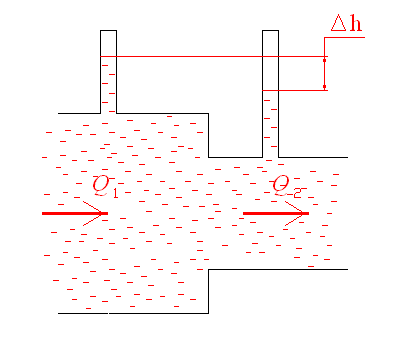
Закон Бернулли позволяет объяснить эффект Вентури: в узкой части трубы скорость течения жидкости выше, а давление меньше, чем на участке трубы большего диаметра, в результате чего наблюдается разница высот столбов жидкости ; бо́льшая часть этого перепада давлений обусловлена изменением скорости течения жидкости и может быть вычислена по уравнению Бернулли. Схема условна — не учитывается форма перехода.

Эффект Вентури заключается в падении давления, когда поток жидкости или газа протекает через суженную часть трубы. Этот эффект назван в честь итальянского физика Джованни Вентури (1746—1822).

## Обоснование
Эффект Вентури является следствием действия закона Бернулли, которому соответствует уравнение Бернулли, определяющее связь между скоростью v жидкости, давлением p в ней и высотой h, на которой находится рассматриваемый элемент жидкости, над уровнем отсчёта:
{\displaystyle h+{\frac {v^{2}}{2g}}+{\frac {p}{\rho g}}={\text{const}},}
где {\displaystyle \rho } — плотность жидкости, а {\displaystyle g} — ускорение свободного падения.
Если уравнение Бернулли записать для двух сечений потока, то будем иметь:
{\displaystyle {\frac {v_{1}^{2}}{2}}+gh_{1}+{\frac {p_{1}}{\rho }}={\frac {v_{2}^{2}}{2}}+gh_{2}+{\frac {p_{2}}{\rho }}}
Для горизонтального потока средние члены в левой и правой частях уравнения равны между собой, и потому сокращаются, и равенство принимает вид:
{\displaystyle {\frac {v_{1}^{2}}{2}}+{\frac {p_{1}}{\rho }}={\frac {v_{2}^{2}}{2}}+{\frac {p_{2}}{\rho }},}
то есть при установившемся горизонтальном течении идеальной несжимаемой жидкости в каждом её сечении сумма пьезометрического и динамического напоров будет постоянной. Для выполнения этого условия в тех местах потока, где средняя скорость жидкости выше (то есть, в узких сечениях), её динамический напор увеличивается, а гидростатический напор уменьшается (и значит, уменьшается давление).

## Применение
Эффект Вентури наблюдается или используется в следующих объектах:
- в гидроструйных насосах, в частности, в танкерах для продуктов нефтяной и химической промышленности;
- в горелках, которые смешивают воздух и горючие газы в гриле, газовой плите, горелке Бунзена и аэрографах;
- в трубках Вентури — сужающих элементах расходомеров Вентури;
- в расходомерах Вентури;
- в водяных аспираторах эжекторного типа, которые создают небольшие разрежения с использованием кинетической энергии водопроводной воды;
- пульверизаторах (опрыскивателях) для распыления краски, воды или ароматизации воздуха.
- карбюраторах, где эффект Вентури используется для всасывания бензина во входной воздушный поток двигателя внутреннего сгорания;
- в автоматизированных очистителях плавательных бассейнов, которые используют давление воды для собирания осадка и мусора;
- в кислородных масках для кислородной терапии и др.
- в автомобилестроении, в частности, в гоночных автомобилях, для создания аэродинамической прижимной силы с помощью профилированного днища (см. граунд-эффект)

### Измерение расхода
Эффект Вентури может быть использован для измерения объёмного расхода {\displaystyle Q}.
Так как
{\displaystyle {\begin{cases}Q=v_{1}A_{1}=v_{2}A_{2}\\p_{1}-p_{2}={\frac {\rho }{2}}(v_{2}^{2}-v_{1}^{2}){\text{,}}\end{cases}}}
то
{\displaystyle Q=A_{1}{\sqrt {\frac {2\left(p_{1}-p_{2}\right)}{\rho \left(\left({\frac {A_{1}}{A_{2}}}\right)^{2}-1\right)}}}=A_{2}{\sqrt {\frac {2\left(p_{1}-p_{2}\right)}{\rho \left(1-\left({\frac {A_{2}}{A_{1}}}\right)^{2}\right)}}}{\text{.}}}
где
{\displaystyle A_{1}} и {\displaystyle A_{2}} — площади поперечного сечения потоков, соответственно, в широкой и узкой частях потока;
{\displaystyle p_{1}} и {\displaystyle p_{2}} — давления, соответственно, в широкой и узкой частях потока.